# ديجيتال سباي
ديحيتال سباي (بالإنجليزية: Digital Spy)‏ هو موقع إلكتروني وعلامة تجارية خاصة بالترفيه والتلفزيون والسينما ومقرها بريطانيا، وهو أكبر منشأة رقمية في شركة هيرست. منذ إطلاقها في عام 1999 ركزت «ديجيتال سباي» على الأخبار الترفيهية المتعلقة بالبرامج التلفزيونية والأفلام والموسيقى وعرض الأعمال لجمهور عالمي. تصل الآن إلى أكثر من 23 مليون مستخدم شهريًا، مما يجعله واحدًا من أكثر 150 موقعًا زيارة في المملكة المتحدة، وفقًا لـموقع Alexa.
بالإضافة إلى الأخبار العاجلة والميزات والمراجعات النقدية للأخبار والشرح التحريري يضم الموقع أيضًا منتدى للموقع.
ممثلو العديد من الشركات الكبرى والمشاهير بما في ذلك Sky و EE والرئيس التنفيذي لشركة أمستراد ألان شوغر هم أعضاء مسجلون ينشرون بالمنتديات بصفة دورية.

## روابط خارجية
- ديجيتال سباي على موقع روتن توميتوز (الإنجليزية)